# Franco dei Russi
Franco dei Russi, né à Mantoue, est un peintre italien de miniatures de la première Renaissance actif entre 1450 et 1482.

## Biographie
Franco dei Russi est un enlumineur de manuscrits de la première Renaissance actif principalement en Lombardie, qui a, dans les années 1450, participé à la réalisation de la Bible de Borso d'Este, considérée comme  l'une des plus grandes réalisations italiennes de l'enluminure. Ce travail a été accompli en six ans (1455 à 1461) par une équipe d'artistes dirigée par Taddeo Crivelli.
Il a aussi travaillé à Venise et pour la grande bibliothèque de Frédéric III de Montefeltro à Urbino (1474-1482).

## Œuvres
- Bible de Borso d'Este (1455-1461), enluminure sur parchemin, Biblioteca Estense, Modène.
- Une page d'Antiphonaire avec un  U en lettrine, vendu aux enchères pour 108 000 francs suisses, en mars 2008 chez Koller à Zurich
- 4 pages découpées d'antiphonaires, J. Paul Getty Museum, Los Angeles, Ms.83, 90, 91, 98
- Manuscrit de l' Oratio gratulatoria de Bernardo Bembo pour le Doge Cristoforo Moro, British Library, Londres, Add.14787
- Frontispice d'un exemplaire d'une bible en italien imprimée à Venise en 1471 par Vindelinus de Spire, Wolfenbüttel, Herzog August Bibliothek, Cod. Slg 151, 2
- une lettrine découpée d'un manuscrit représentant la Vierge à l'Enfant, Victoria and Albert Museum, E.1275-1991[2]
- deux pages d'antiphonaire italien avec les lettrines historiées L et R des collections de la Fondation Cini
- Manuscrit des épîtres de saint Jérôme, copié par Mathias Moravus d'Olmutz en 1468 par Moses Buffarelli, évêque de Belluno, 1 miniature représentant saint Jérôme pénitent (f.1), Musée Condé, Ms.119

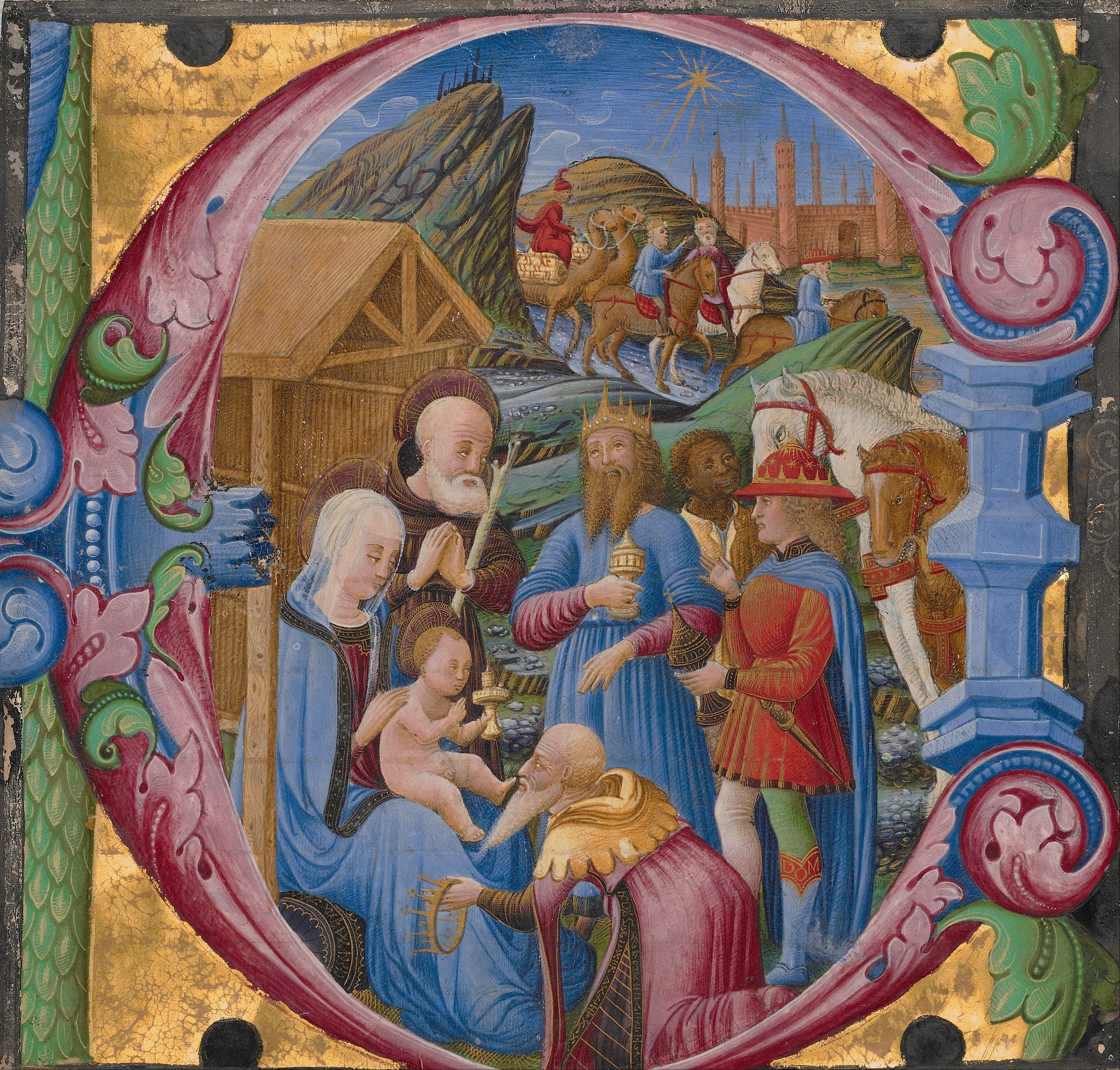
Lettrine historiée découpée d'un antiphonaire, J. Paul Getty Museum.
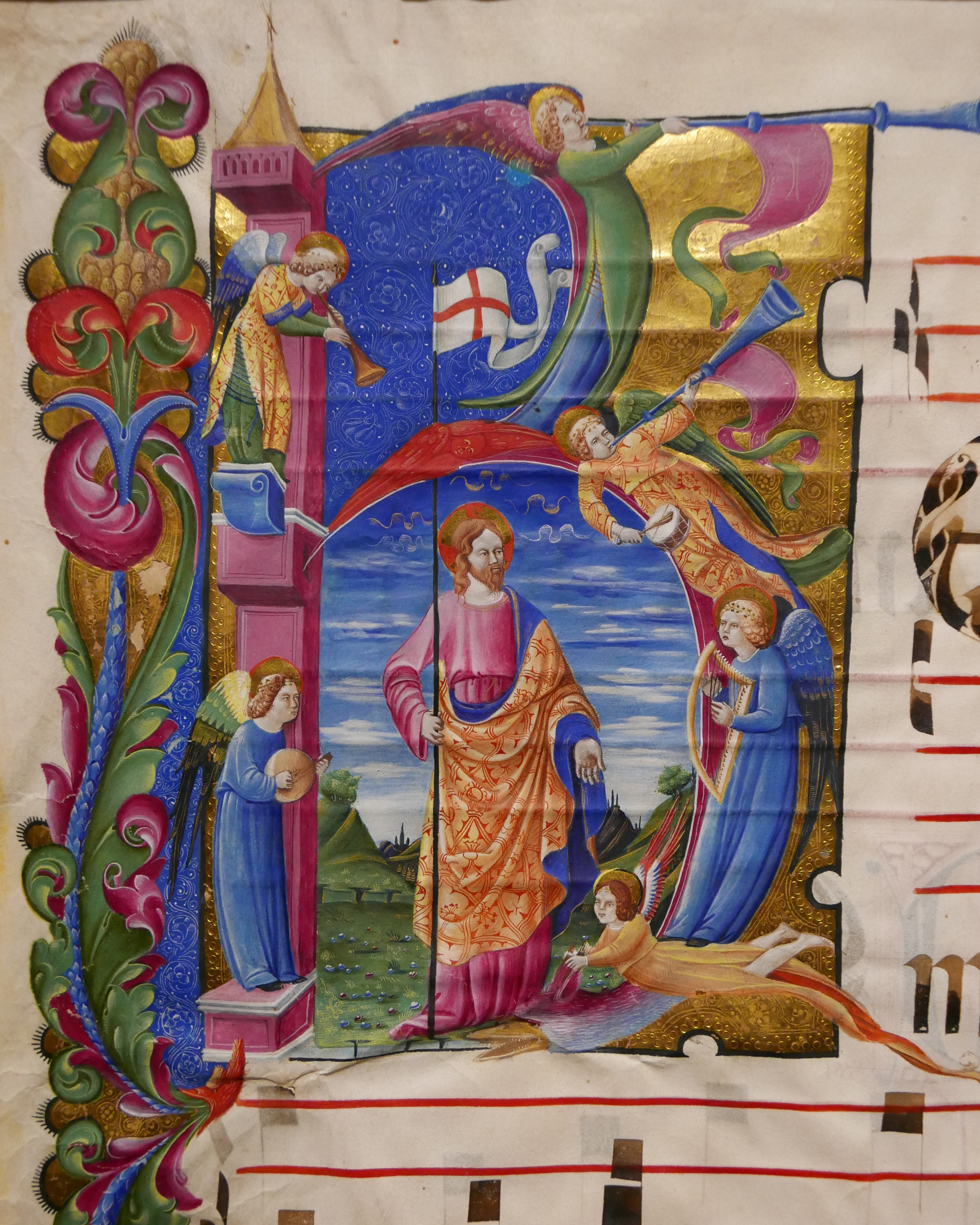
Lettrine historiée R "le Christ ressuscité loué par des anges" (antiphonaire italien de la collection Cini).
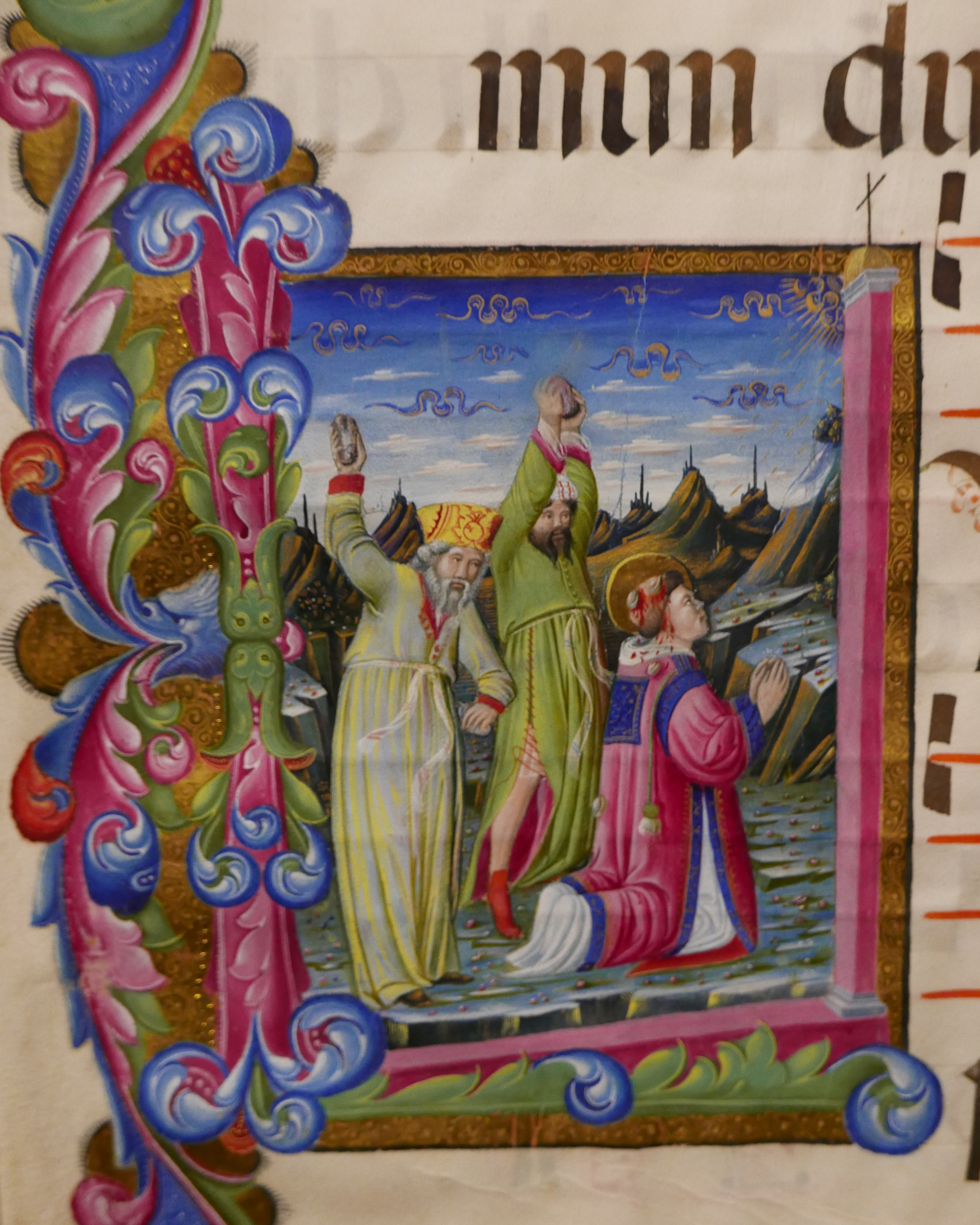
Lettrine historiée L "la Lapidation de Saint Étienne" (antiphonaire italien de la collection Cini).